# STS-108

## Tripulación
- Dominic L. Gorie (3), Comandante
- Mark E. Kelly (1), Piloto
- Linda M. Godwin (4), Especialista de misión
- Daniel M. Tani (1), Especialista de misión

### Tripulación de laExpedición 4hacia la EEI
- Yuri I. Onufrienko (2), RSA Comandante (EEI)
- Carl E. Walz (4), Ingeniero de vuelo (EEI)
- Daniel W. Bursch (4), Ingeniero de vuelo (EEI)

### Tripulación de laExpedición 3hacia la Tierra
- Frank L. Culbertson, Jr. (3) Comandante (EEI)
- Mikhail Turin (1), RSA Ingeniero de vuelo (EEI)
- Vladimir N. Dezhurov (2), RSA ISS Soyuz Cdr

## Parámetros de la misión
- Masa:
  - Carga: 4.082 kg
- Perigeo: 353 km
- Apogeo: 377 km
- Inclinación: 51,6°
- Período: 92 min

### Acoplamiento con la EEI
- Acoplamiento: 7 de diciembre de 2001, 20:03:29 UTC
- Desacoplamiento: 15 de diciembre de 2001, 17:28:00 UTC
- Tiempo de acoplamiento: 7 días, 21 h, 24 min, 31 s

### Paseos espaciales
- Godwin y Tani  - EVA 1
- EVA 1 Comienzo: 10 de diciembre de 2001 - 17:52 UTC
- EVA 1 Fin: 10 de diciembre de 2001 - 22:04 UTC
- Duración: 4 horas, 12 minutos